# Diagramme de Venn
Pour un article plus général, voir Diagrammes d'Euler, de Venn et de Carroll.

Diagramme de Venn montrant quels glyphes en majuscules sont partagés par les alphabets grec, latin et russe.

Un diagramme de Venn (également appelé diagramme logique) est un diagramme qui montre toutes les relations logiques possibles dans une collection finie de différents ensembles. Les diagrammes de Venn ont été conçus autour de 1880 par John Venn. Ils sont utilisés pour enseigner la théorie des ensembles élémentaire, ainsi que pour illustrer des relations simples en probabilité, logique, statistiques, linguistique et en informatique.

## Exemple

Les ensembles A (créatures bipèdes) et B (créatures pouvant voler).

Cet exemple est composé de deux ensembles A et B, représentés ici sous forme de cercles colorés. Le cercle orange, l'ensemble A, représente toutes les créatures vivantes bipèdes. Le cercle bleu, l'ensemble B, représente les créatures vivantes qui peuvent voler. Chaque type de créature distincte peut être imaginé comme un point situé dans ce diagramme. Les créatures vivantes qui sont bipèdes et qui peuvent voler — par exemple les perroquets — sont alors comprises dans les deux ensembles, et correspondent ainsi aux points situés dans la région où les cercles bleu et orange se chevauchent.
Les humains et les manchots sont bipèdes, ils sont ainsi dans le cercle orange, mais comme ils ne peuvent pas voler, ils apparaissent dans la partie gauche du cercle orange, où il ne se chevauche pas avec le cercle bleu. Les moustiques ont six pattes, et volent, de sorte que le point correspondant aux moustiques est placé dans la partie du cercle bleu qui ne se chevauche pas avec l'orange. Les créatures qui ne sont pas bipèdes et qui ne peuvent pas voler (par exemple, les baleines et les araignées) sont toutes représentées par des points à l'extérieur des deux cercles.
La région combinée des ensembles A et B est appelé l'union de A et B, notée A ∪ B. L'union dans ce cas contient toutes les créatures vivantes qui soit sont bipèdes, soit volent, ou les deux.
La région A et B, où les deux ensembles se chevauchent, est appelée l'intersection de A et B, et est notée A ∩ B. Par exemple, l'intersection des deux ensembles est non vide, parce qu'il y a des points qui représentent des créatures qui sont à la fois situées dans le cercle orange et dans le cercle bleu.

## Histoire
Les diagrammes de Venn ont été introduits en 1880 par John Venn dans un article intitulé On the Diagrammatic and Mechanical Representation of Propositions and Reasoningsdans le « Philosophical Magazine and Journal of Science », sur les différentes façons de représenter des propositions par des diagrammes. L'utilisation de ces types de diagrammes en logique formelle, selon F. Ruskey et M. Weston, n'est « pas une histoire facile à tracer, mais il est certain que les diagrammes qui sont couramment associés à Venn, en fait, sont apparus beaucoup plus tôt. Ils sont à juste titre associés à Venn, parce qu'il examinait et formalisait leur utilisation, et a été le premier à les généraliser ».
Venn lui-même n'a pas utilisé le terme « diagramme de Venn », mais les a nommés les « cercles Eulériens ». Par exemple, dans la phrase d'ouverture de son article de 1880, Venn écrit : « Les schémas de représentation par diagrammes ont été introduits si couramment dans les traités de logique depuis environ un siècle que l'on peut supposer que beaucoup de lecteurs, même ceux qui n'ont pas fait d'études avancées en logique, connaissent la nature générale et l'objet de tels dessins. De ces schémas, un seul, communément appelé “cercle Eulérien”, a été universellement accepté ». Le premier à utiliser le terme de « diagramme de Venn » a été Clarence Irving Lewis en 1918, dans son livre A Survey of Symbolic Logic.
Les diagrammes de Venn sont très semblables aux diagrammes d'Euler, qui ont été inventés par Leonhard Euler au XVIIIe siècle. M. E. Baron a noté que Leibniz (1646-1716) au XVIIe siècle a produit des diagrammes similaires avant Euler, mais une grande partie de ceux-ci n'ont pas été publiés. Elle observe également, avant Euler, des diagrammes de Raymond Lulle au XIIIe siècle.
Au XXe siècle, les diagrammes de Venn ont encore été développés. D. W. Henderson a montré en 1963 que l'existence d'un  n-diagramme de Venn avec n fois une symétrie de rotation implique que n est un nombre premier. Il a également montré que des diagrammes de Venn à symétrie de rotation existent lorsque n = 5 ou 7. En 2002, Peter Hamburger a trouvé des diagrammes de Venn à symétrie de rotation pour n = 11 et en 2003, Griggs, Killian et Savage ont montré que de tels diagrammes de Venn existent pour tous les autres nombres premiers. Ainsi les diagrammes de Venn à symétrie de rotation existent si et seulement si n est un nombre premier,.
Les diagrammes de Venn et d'Euler ont été incorporés à l'enseignement de la théorie des ensembles dans le cadre des mathématiques modernes dans les années 1960. Dans les années 1970, ils sont exclus des programmes scolaires en Argentine par la dictature militaire, le concept même d’intersection étant jugé subversif,.
Depuis lors, ils ont également été adoptés dans d'autres domaines tels que la lecture. Ainsi, l'émission Sesame Street, inaugurée en 1969, se caractérise par ses disciplines scientifiques comme la méthode expérimentale. Cette méthode par excellence pour les enfants d'âge préscolaire, dite méthode Sesame Street, adopte le diagramme de Venn, dans l'optique de réaliser une meilleure cohérence parmi le programme, l'évaluation, les recherches et, en tant que l'objectif, la production de très bonne qualité.

## Aperçu
Un diagramme de Venn est construit avec un ensemble de courbes fermées simples tracées dans un plan. Selon Lewis, le « principe de ces diagrammes est que les classes (ou ensembles) peuvent être représentées par des régions avec des relations logiques entretenues les unes avec les autres. Autrement dit, le diagramme laisse d'abord la place pour toute relation possible des classes, et la relation donnée peut alors être spécifiée en indiquant que certaines régions particulières sont nulles ou non nulles. »
Les diagrammes de Venn comprennent normalement des cercles qui se chevauchent. L'intérieur du cercle représente symboliquement les éléments de l'ensemble, tandis que l'extérieur représente les éléments qui ne sont pas compris dans l'ensemble. Par exemple, dans un diagramme de Venn à deux ensembles, un cercle peut représenter le groupe de tous les objets en bois, tandis qu'un autre cercle peut représenter l'ensemble de toutes les tables. La zone de chevauchement, ou l'intersection, représenterait alors l'ensemble de toutes les tables en bois. D'autres formes que les cercles peuvent être employées, comme illustré ci-dessous. Les diagrammes de Venn ne contiennent généralement pas d'informations sur les tailles relatives ou absolues (cardinalité) des ensembles.
Les diagrammes de Venn sont semblables aux diagrammes d'Euler. Cependant, un diagramme de Venn à n ensembles doit contenir 2n zones possibles correspondant au nombre de combinaisons d'inclusion ou d'exclusion dans chacun des ensembles. Dans les diagrammes de Venn, une zone ombrée peut représenter une zone vide, alors que dans un diagramme d'Euler, la zone correspondante est manquante dans le diagramme.
La différence entre les diagrammes d'Euler et de Venn peut être observée dans l'exemple suivant. Soit trois ensembles :
- {\displaystyle A=\{1,\,2,\,5\}}
- {\displaystyle B=\{1,\,6\}}
- {\displaystyle C=\{4,\,7\}}

Les diagrammes d'Euler et de Venn de ces ensembles sont :

Diagramme d'Euler
Diagramme de Venn

## Extensions à un grand nombre d'ensembles
Les diagrammes de Venn représentent généralement deux ou trois ensembles, mais il est possible d'en représenter un plus grand nombre. Ci-dessous, quatre sphères forment le diagramme de Venn d'ordre supérieur qui a la symétrie d'un simplexe et qui peut être représenté visuellement. Les 16 intersections correspondent aux sommets d'un tesseract.
|  |  |  |  |  |

Pour un plus grand nombre d'ensembles, une certaine perte de symétrie est inévitable. Venn était désireux de trouver des « figures symétriques […] élégantes en elles-mêmes », qui représentaient un plus grand nombre d'ensembles, il a alors conçu un diagramme composé de quatre ensembles en utilisant des ellipses (voir ci-dessous). Il a également donné une construction pour les diagrammes de Venn pour tout nombre d'ensembles, où chaque courbe successive qui délimite un ensemble s'entrelace avec les courbes précédentes, en commençant par le diagramme à trois cercles.

Construction de Venn pour 4 ensembles
Construction de Venn pour 5 ensembles
Construction de Venn pour 6 ensembles
Diagramme de Venn à 4 ensembles utilisant des ellipses
Non-exemple : ce diagramme d'Euler n'est pas un diagramme de Venn pour 4 ensembles car il n'a que 14 régions (en comptant l'extérieur) ; il n'existe aucune région où seuls les disques jaune et bleu, ou les disques rouge et vert, se rencontrent.
Diagramme de Venn à 5 ensembles utilisant des ellipses isométriques par Branko Grünbaum. Les légendes ont été simplifiées pour une meilleure lisibilité ; par exemple, A représente {\displaystyle A\cap \,^{c}B\cap \,^{c}C\cap \,^{c}D\cap \,^{c}E}, et BCE représente {\displaystyle ^{c}A\cap B\cap C\cap \,^{c}D\cap E}
Diagramme de Venn à six ensembles utilisant seulement des triangles (version interactive)

### Diagrammes de Venn d'Edwards

Trois ensembles
Quatre ensembles
Cinq ensembles
Six ensembles

A. W. F. Edwards a construit une série de diagrammes de Venn pour un plus grand nombre d'ensembles, en segmentant la surface d'une sphère. Par exemple, trois ensembles peuvent être facilement représentées en prenant trois hémisphères d'une sphère à angle droit (x = 0, y = 0 et z = 0). Une quatrième série peut être ajoutée à la représentation en prenant une courbe similaire à la couture d'une balle de tennis, et ainsi de suite. Ces schémas ont été conçus lors de la conception d'un vitrail à la mémoire de Venn.

### Autres diagrammes
Les diagrammes de Venn d'Edwards sont topologiquement équivalents aux diagrammes élaborés par Branko Grünbaum. Ils sont aussi des représentations en 2 dimensions de l'hypercube.
Henry John Stephen Smith a conçu des diagrammes similaires à 
{\displaystyle y_{i}={\frac {\sin(2^{i}x)}{2i}}{\text{ où }}0\leqslant i\leqslant n-2{\text{ et }}i\in \mathbb {N} }.
Charles Lutwidge Dodgson a conçu un diagramme à cinq ensembles.

## Concepts associés

diagramme de Venn sous forme de table de vérité.

Les diagrammes de Venn correspondent à des tables de vérité pour les propositions {\displaystyle x\in A}, {\displaystyle x\in B}, etc., dans le sens où chaque région du diagramme de Venn correspond à une ligne de la table de vérité,.